# Антанаклаза
Антанаклаза (grč. ἀντανάκλασις — рефлексија, одраз, одјек) је стилска фигура која настаје када се у истој реченици или исказу (пасусу, строфи и сл.) употребе речи које исто звуче а различито значе. Заснива се на хомонимији и полисемији. Ова стилска фигура се дели на две подврсте: монолошку или дијафору и дијалошку или анаклазу. Дијафора настаје када хомофоне речи у једом исказу употреби иста особа. Анаклаза настаје када двоје говоре, па другачије разумеју и употребљавају истозвучне речи. С друге стране, многи изједначавају дијафору и антанаклазу односно анаклазу и антанаклазу. Поред ова три термина, користе се и антистаза, дистинкција, контенција, копулација, рефлексија и традукција. Неки антанаклазу сматрају подврстом игре речима односно парономазије. Припада фигурама дикције.

## Историјат појма
Римски говорник Публије Рутилије Луп (1. век п. н. е.) инсистирао је на подели антанаклазе на дијафору и анаклазу. Римљани су дијафору звали дистинкцијом, а атанаклазу рефлексијом. Касније је ова подела избледела и данас се само условно користи. Уместо поделе на дијалошку и монолошку фигуру, може се установити разлика у томе да дијафора користи речи које припадају истом семантичком пољу а атанаклаза почива на хомонимији и полисемији речи. 

## Употреба
Подврста антанаклазе, анаклаза, често је стилско средство и основа дијалога у вицевима, анегдотама и комедијама у којима се на намерном или случајном различитом разумевању хомонима или хомоформа заснива хумор. У рекламним и политичким слоганима антанаклаза се такође користи због своје хумористичности али и због лакшег памћења. У афоризмима као и у слоганима она је творбени принцип. Стилематичност и стилогеност антанаклазе постиже се јукстапонирањем истоветног звучања и различитог значења поновљене лексеме.

## Примери
| „                          | Кума кума ако није даровала, није му ни бриге задала. | ” |
| — српска народна пословица |                                                       |   |

| „                    | Хладан чај и хладан пиринач се могу поднети; оно што се не може поднети су хладан поглед и хладне речи. | ” |
| — јапанска пословица | |   |

| „                                                                     | Свекру баби од свиле кошуљу, Свиле му се кости од болести. | ” |
| — Клетва на драгога и на његове родитеље, српска лирска народна песма |                                                            |   |

| „                                                      | Мисли царе мисли свакојаке: "Мили Боже, што ћу и како ћу?" | ” |
| — Пропаст царства српскога, српска епска народна песма |                                                            |   |

| „                   | Више није питање хоће ли човечанство извући поуке, већ хоћемо ли извући живу главу. | ” |
| — Милован Витезовић |                                                                                     |   |

| „                        | Јадна је правда која мора да се правда. | ” |
| — Владимир Булатовић Виб |                                         |   |

## Разликовање антанаклазе од других сличних фигура
Као и зеугма, антанаклаза користи различита значења хомонима. Њихова разлика је у томе што се у зеугми не употребљава два пута хомонимна реч, већ само једном али се други пут подразумева па због тога није фигура понављања за разлику од антанаклазе.
Често се антанаклаза меша са силепсом, али у антанаклази је у питању различито значење сличних речи, док је у силепси искоришћено основно и фигуративно значење исте речи (зато је графит "Мушкарци су животиње? Животиње, опростите." силепса а не антанаклаза).
И стилска фигура епизеукса значи понављање речи у једном исказу, али у епизеукси значење поновљених речи остаје исто, док се у антанаклази мења.

## Сличне стилске фигуре
- Амфиболија
- Атанаклаза
- Дијафора
- Емфаза
- Зеугма
- Парегменон
- Парономазија
- Полиптотон
- Силепса